# Frans Peter von Knorring

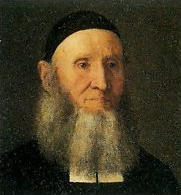
Frans Peter von Knorring, ca. 1870

Frans Peter von Knorring (Kokemäki, Finland, 6 oktober 1792 - Finström, Åland, 29 maart 1875) was een Ålandse priester en onderwijzer. Hij behoorde tot het Duits-Baltische adellijke geslacht von Knorring. Zijn broer Eugen von Knorring was rijksambtenaar bij het gerechtshof in Turku en Vaasa, landssecretaris, assessor van de rechtbank in Turku en senator.
Von Knorring groeide op als derde kind van Henrik Gustaf von Knorring en Renata Elisabet Blum, in een kinderrijk gezin met in totaal 16 kinderen. Hij kreeg thuis onderwijs, van zijn ouders en van privé-leraren.
Hij kwam uit een adellijk militair geslacht; zijn vader was kolonel, en hij maakte zodoende kennis met Europese culturele stromingen en denkwijzen. Van 1810 tot 1818 studeerde hij aan verschillende universiteiten: Turku, Uppsala en Dorpat, en bekwaamde zich in theologie, wiskunde, astronomie en oosterse talen. Tijdens zijn studie deed hij ook grondige kennis op van actuele ontwikkelingen in de ethiek, cultuur en pedagogie.
Hij trouwde met zijn nicht Ebba Helena Lybecker en zij kregen samen vijf kinderen.
Na zijn studie ging von Knorring in 1817 les geven aan de Haapaniemi cadettenschool in Rantasalmi, en nadat deze school in 1818 was afgebrand en voortgezet werd in Hamina, verhuisde hij mee daarheen. In 1824 studeerde hij af als priester en in datzelfde jaar kreeg hij zijn eerste kind. Drie jaar later werd hij, naast zijn docentschap, ook studentenpastor aan de militaire school. In die tijd schreef hij bovendien een aantal wetenschappelijke en lesboeken over uiteenlopende onderwerpen zoals filosofie, taalkunde, huishoudkunde en aardrijkskunde.

## Ålandse periode
Het grootste deel van zijn leven bracht von Knorring echter door in Åland als voorganger van de kerk van de Ålandse gemeente Finström, waar hij in 1834 in dienst trad. Toentertijd heerste er veel armoede in Åland. Zodra von Knorring zich hier had gevestigd, schreef hij een brief aan de overheid met talloze verbetervoorstellen op het gebied van landbouwmethodes, bos- en tuinbouw, visserij, scheepvaart en handarbeid. Hij voorzag grote verbeteringen als er meer aan onderwijs zou worden gedaan. Toen hij merkte dat de overheid niets deed met zijn aanbevelingen, voegde hij zelf de daad bij het woord. Zo voerde hij op een boerderij nabij de kerk een nieuwe landbouwmethode in. De meeste aandacht richtte von Knorring echter op het onderwijs. In 1842 presenteerde hij een 'voorstel voor onderwijs', dat een belangrijke grondslag legde voor het volksonderwijs ('folkskola'), maar dat rapport verscheen pas in 1857 in boekvorm. Hij pleitte daarin voor het invoeren van de leerplicht, en daarnaast vakscholen en de mogelijkheid van toegang tot universitaire studies. Hij benadrukte dat ook meisjes naar school moesten kunnen gaan, wat aansluit op de trend in het vasteland van Finland, waar al driekwart eeuw eerder de eerste meisjesscholen waren opgericht. In 1853 had von Knorring de eerste technische school opgericht, in Godby. Deze school had onder andere een studierichting die gericht was op de scheepvaart.
In 1856 kreeg hij toestemming van de senaat om een 'vrouwenvolksschool' op te richten op de boerderij nabij zijn kerk in Finström. Doordat staatssteun uitbleef was hij uiteindelijk in 1867 genoodzaakt de scholen te sluiten.
Von Knorring heeft er ook vaak voor gepleit dat er een echte stad zou moeten komen in de eilandengroep Åland, die op dat moment uit uitsluitend kleine dorpsgemeenschappen bestond die verspreid leefden op de talloze eilanden. Uiteindelijk werd ook die wens bewaarheid, toen in 1861 de stad Mariehamn werd gesticht, die de hoofdstad zou worden van deze autonome regio.

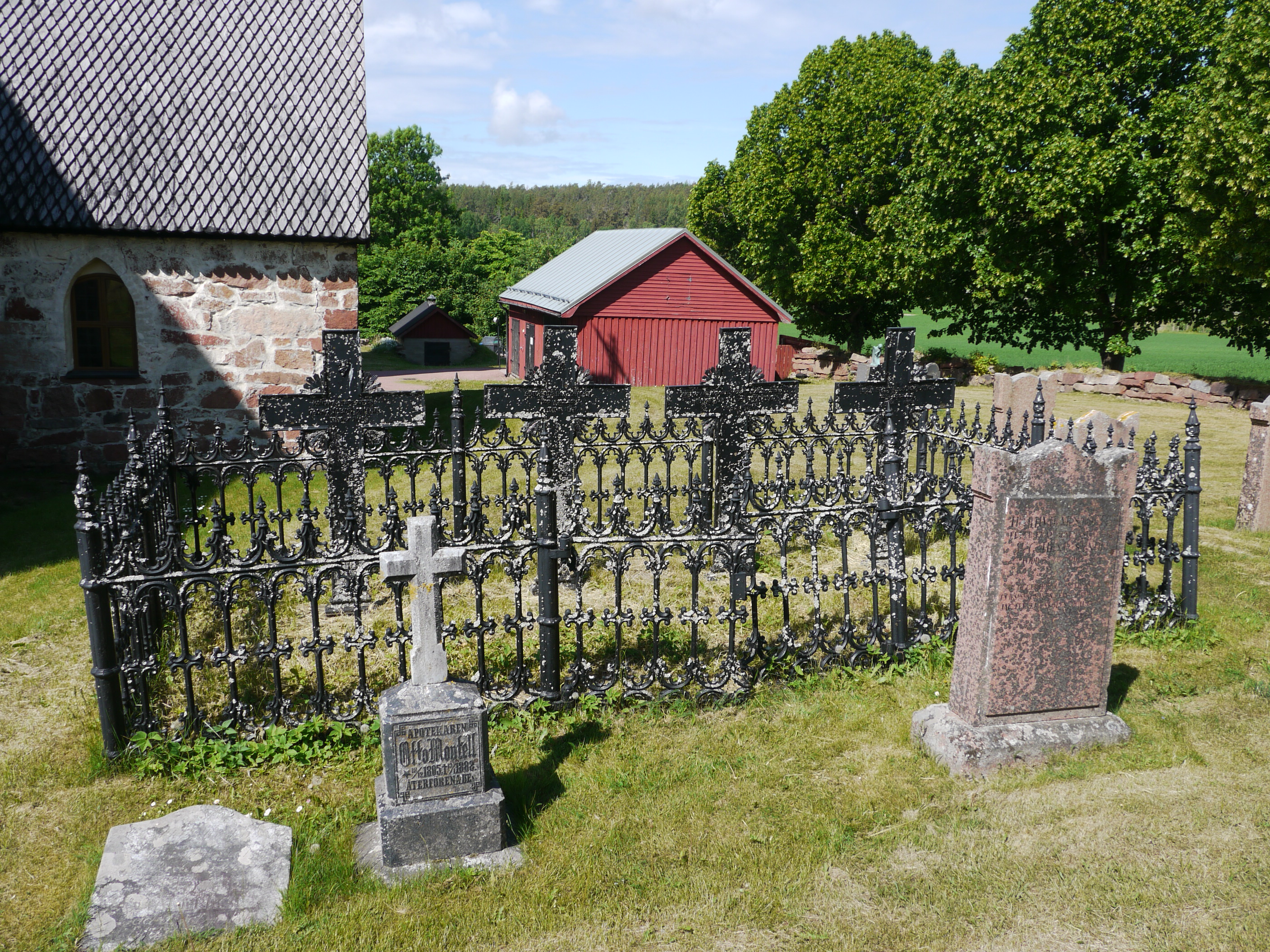
Het graf van F.P. von Knorring: het derde ijzeren kruis van links.

In 1857 ontving von Knorring voor zijn verdiensten een eredoctoraat.
In 1868, op 76-jarige leeftijd, richtte hij Ålands eerste krant op met de naam 'Åland'. Een succes werd het niet: er zijn slechts vijf edities verschenen. Hij schreef daarom veel artikelen in andere Finse kranten.
Frans Peter von Knorring overleed in 1875, op 82-jarige leeftijd. Hij ligt begraven naast de kerk van Finström.

## Nagedachtenissen

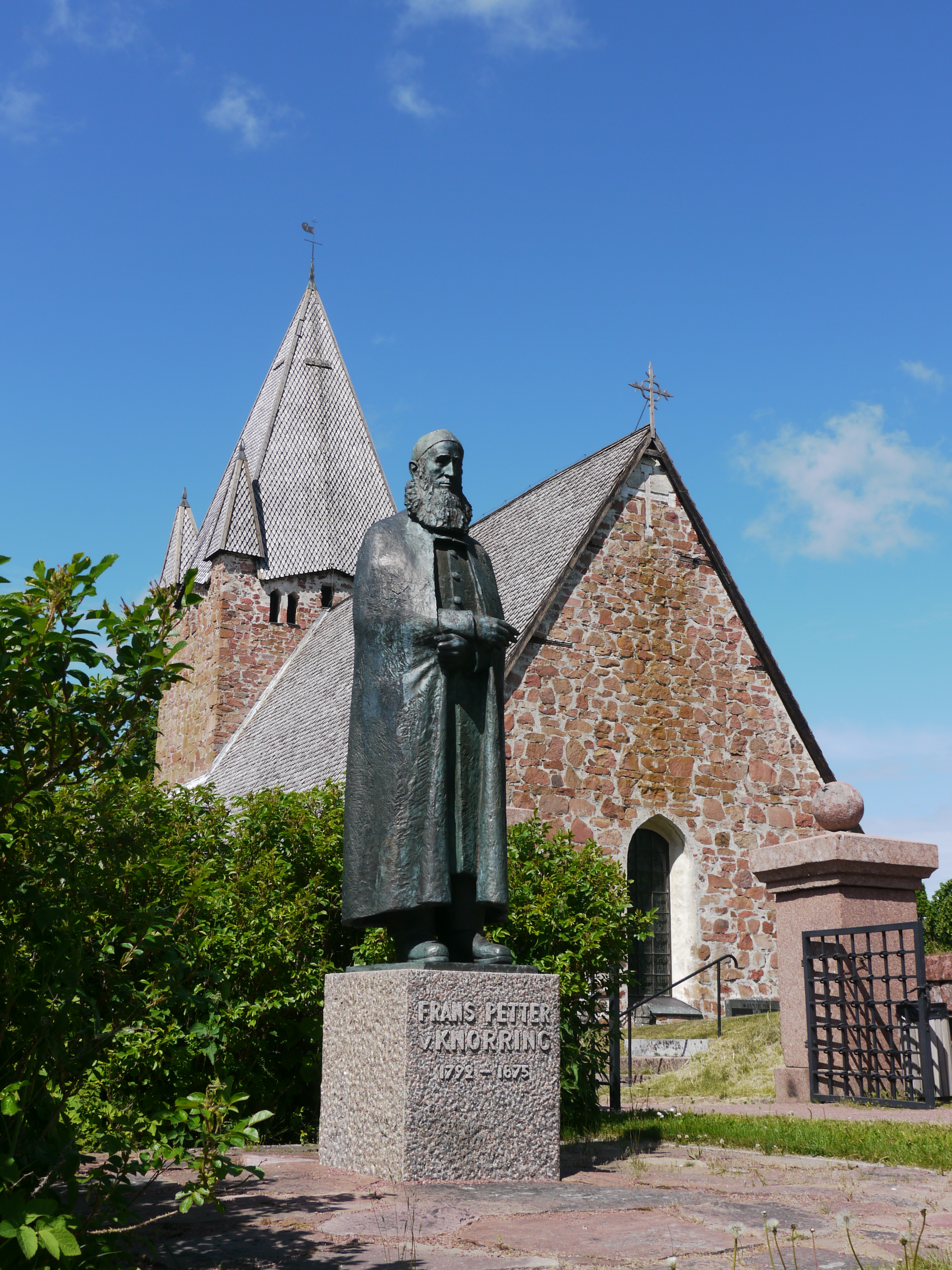
Het standbeeld voor de kerk van Finström

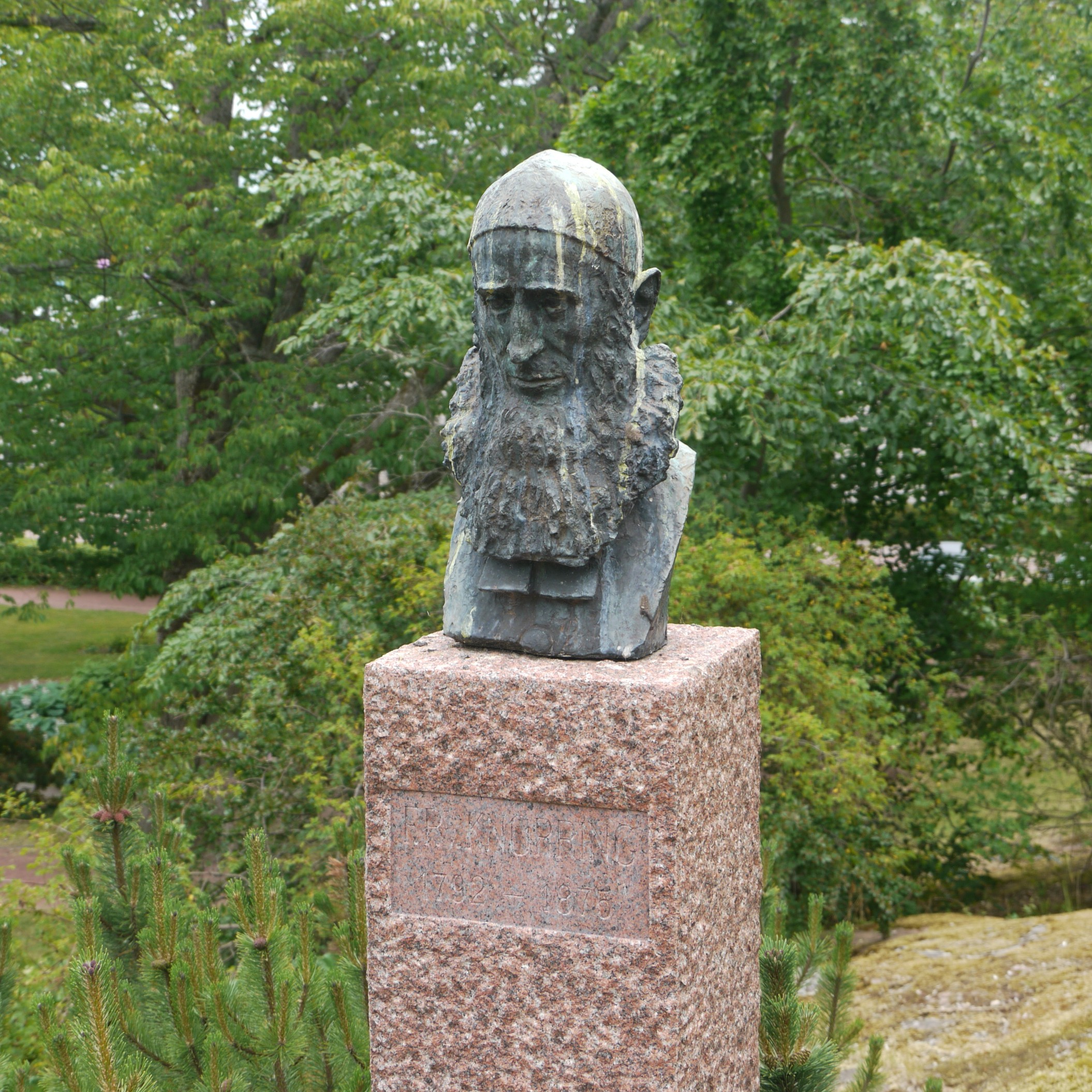
De buste voor het stadhuis van Mariehamn

- Nabij de kerk van Finström bevond zich van 1995 tot 2013, in het gehucht Pålsböle op 5 kilometer ten noordwesten van de hoofdplaats Godby, een klein museumpje dat aan F.P. von Knorring was gewijd.[5] Voor de kerk staat een standbeeld van hem.
- Voor het stadhuis van de hoofdstad Mariehamn staat eveneens een buste van hem.
- In de oostelijke haven van Mariehamn ligt een restaurantschip, voorheen 'Jan Nieveen' geheten, dat de naam F.P. von Knorring draagt.